# Camillus
Camillus és una població dels Estats Units a l'estat de Nova York. Segons el cens del 2000 tenia 1.249 habitants.

## Demografia
Segons el cens del 2000, Camillus tenia 1.249 habitants, 568 habitatges, i 305 famílies. La densitat de població era de 1.236,5 habitants/km².
Dels 568 habitatges en un 27,5% hi vivien nens de menys de 18 anys, en un 37,3% hi vivien parelles casades, en un 13,4% dones solteres, i en un 46,3% no eren unitats familiars. En el 38,4% dels habitatges hi vivien persones soles el 13,4% de les quals corresponia a persones de 65 anys o més que vivien soles. El nombre mitjà de persones vivint en cada habitatge era de 2,18 i el nombre mitjà de persones que vivien en cada família era de 2,93.
Per edats la població es repartia de la següent manera: un 24,3% tenia menys de 18 anys, un 8,3% entre 18 i 24, un 31,3% entre 25 i 44, un 22,8% de 45 a 60 i un 13,3% 65 anys o més.
L'edat mediana era de 36 anys. Per cada 100 dones de 18 o més anys hi havia 89,2 homes.
La renda mediana per habitatge era de 36.681 $ i la renda mediana per família de 48.125 $. Els homes tenien una renda mediana de 32.424 $ mentre que les dones 26.198 $. La renda per capita de la població era de 19.939 $. Entorn del 6,9% de les famílies i el 8% de la població estaven per davall del llindar de pobresa.